# Maria Primatxenko
Maria Oksèntiïvna Primatxenko (en ucraïnès: Марія Оксентіївна Примаченко (o també Приймаче́нко); transliteració internacional: Maria Prymachenko; Bolotnya, 12 de gener de 1909 - Bolotnya, 18 d'agost de 1997) va ser una pintora ucraïnesa. Artista d'art tradicional i autodidacta, va desenvolupar temàtiques d'art popular alhora en pintura, brodat i ceràmica. Pablo Picasso comentà, després de visitar una exposició de Primatxenko a París el 1937: "M'inclino davant el miracle artístic d'aquesta brillant ucraïnesa".
El 1966, Primatxenko va rebre el Premi Nacional Taras Xevtxenko d'Ucraïna. La dècada següent, li fou concedit el 1970 el títol d'artista d'honor de l'URSS i més tard li fou atorgat, el 1988, el títol d'artista popular d'Ucraïna.
L'Organització de les Nacions Unides per a l'Educació, la Ciència i la Cultura (UNESCO) va declarar el 2009 com a any de l'artista ucraïnesa. A títol d'homenatge un carrer de Kíiv i un planeta menor porten el seu nom.
L'artista ucraïnesa va crear més de 800 pintures, 650 obres de les quals es troben emmagatzemades al Museu Nacional d'Art Decoratiu Popular d'Ucraïna a Kíiv. Tot i que se'n van salvar diverses peces, una part de la producció de l'artista que es conservava a un museu d'Ivànkiv va ser destruïda durant l'ocupació de l'àrea per l'exèrcit rus el 28 de febrer del 2022 arran de la invasió russa d'Ucraïna.

## Biografia
Maria Primatxenko nasqué el 1909 al si d'una família modesta d'arrel pagesa. Va passar la major part de la seva vida al poble de Bolotnya al raió d'Ivànkiv, a només uns 30 km al sud de Txornòbil. Només anà a escola durant quatre anys ja que va patir poliomielitis ben jove, malaltia que la va deixar amb una discapacitat física que afectaria posteriorment tota la seva vida i influencià el seu univers artístic. Descrigué posteriorment els seus primers experiments artístics de la manera següent: "Una vegada, quan era jove, estava cuidant un grup d'oques. Quan vaig arribar amb elles a una platja de sorra, a la vora del riu, després de creuar un camp esquitxat de boscos. flors, vaig començar a dibuixar flors reals i imaginàries amb un pal a la sorra... Més tard, vaig decidir pintar les parets de casa meva amb pigments naturals. Després d'això no he deixat de dibuixar i pintar."
Durant aquell període d'infantesa li va ensenyar a brodar sa mare. A finals de la dècada de 1920, o al començament de la dècada de 1930, era membre de l'Associació Cooperativa de Brodats d'Ivànkiv. L'artista Tetiana Floru, que s'adonà del seu talent, la va convidar a participar i treballar al Taller Experimental Central del Museu d'Art Ucraïnès de Kíiv a partir del 1935.
Entrà aleshores a l'univers de la pintura i es destacà de la resta d'artistes de la seva època pel seus motius inspirats per la tradició popular ucraïnesa, més particularment la cultura polesiana que fa referència a la natura i a les rondalles tradicionals amb personatges fantàstics.
A la capital ucraïnesa, Primatxenko es va sotmetre a dues operacions per mor d'atenuar el seu hàndicap. Aquelles intervencions li permeteren a partir d'aleshores de mantenir-se dempeus sense necessitar cap ajuda.
Va ser durant aquella estona que conegué Vasil Marintxuk, que va esdevenir d'ençà d'aquell temps el seu company. El març de 1941, tingueren un fill Fedir que va néixer a Kíiv. Maria no va arribar a casar-se amb Marintxuk però, ja que aquest se n'anà a la guerra i va morir a Finlàndia. Després del drama, la pintora se'n tornà a Ivànkiv on va treballar en una granja col·lectiva.

## Galeria

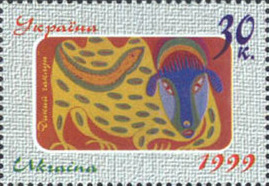
Segell ucraïnès de l'obra Дикий чаплун
Segell ucraïnès del quadre Гороховий звір
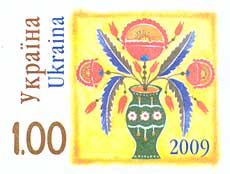
Segell ucraïnès del 2009
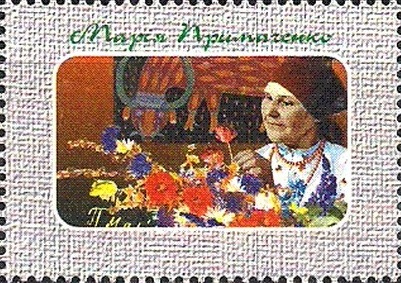
Segell ucraïnès commemorant Primatxenko el 1999
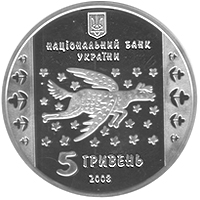
Cara d'una moneda ucraïnesa amb un animal fantàstic de Primatxenko